# ローズ・マリー・ブロソス
ローズ・マリー・ブロソス(Rose Marie Singson Brosas、1957年 - )は、フィリピンの元ミスコン女王、マタニティー教室講師。ミス・ユニバース1975の4th runner-up（第5位入賞）で知られる。

## 経歴
1957年、マニラ首都圏マカティに生まれる。
バンコクのAssumption Convent School卒業。
1974年、ミス・ユニバース1974がマニラで開催される。多くの美しい市民が案内人・護衛・舞台係として雇われたが、ブロソスは案内人として働いた。
1975年、ビニビニン・ピリピナス（Bb. Pilipinas, 英: Miss Philippines）に締め切り直前にエントリー。優勝。フィリピンを代表してミス・ユニバースに参加する権利を得る。また、Miss PhotogenicとBest in Swimsuitも獲得し、現地メディアからはMiss Numero Unoと呼ばれる。
1975年7月19日、エルサルバドルで開催された第24回ミス・ユニバース世界大会（ミス・ユニバース1975）で総合第5位入賞。
1975年10月1日、モハメド・アリ対ジョー・フレージャーの伝説的な試合・スリラー・イン・マニラのラウンドガールを務める。ミス・ユニバースのフィリピン国内ディレクター・Stella Aranetaが自ら選んだものである。アリは、試合前にブロソスに一目惚れしたと伝えられる。

### その後
パリに留学。American College in Paris(当時)卒業（国際経営学専攻）。
1980年帰国。1983年、フィリピン系ドイツ人のビジネスマンRalph Hahnと結婚。娘のRegina HahnはBb. Pilipinasに出場したことがある。
2022年現在、マタニティー教室講師。

### フィルモグラフィ
- 1982年6月2日 Cinq et la peau
- 2013年4月7日　Binibining Pilipinas 2013: The Golden Road to the Crown(TV Special) - Herself(as Rosemarie Brosas)
- 2013年4月14日　Binibining Pilipinas Gold: The 2013 Pageant(TV Special) - Special Thanks

## その他
ミス・ユニバース決勝で彼女が着用したテルノ(民族衣装)と、イブニングガウンは実は同じものである。バタフライ･スリーブを外してイブニングガウンとして使用した。デザイナーはPitoy Moreno。